# Administración Estatal de Divisas
La Administración Estatal de Divisas (chino simplificado: 国家外汇管理局, pinyin: guojia wàihuì guǎnlǐ ju) es un organismo administrativo encargado de elaborar normas y reglamentos que rigen las actividades del mercado de divisas, y la gestión de las reserva internacionales, que al final de junio del 2009 se situaron en 2,13 trillones dólares para el Banco Popular Chino. El actual director es Yi Gang.

## Rol
Controlaba el Central Huijin Investment Company, pero en septiembre del 2007, cedió el control al nuevo fondos soberano de Inversión, China Investment Corporation.
Con el florecimiento de las reservas de China y la rivalidad cada vez mayor entre los organismos del Estado, hay signos de una creciente independencia.

## Funciones
- Elaboración de legislaciones, normas, políticas y reformas del sistema de administración de Forex
- Gestión de riesgos y la supervisión de la Balanza de pagos y del crédito externo y deuda externa
- El desarrollo y la supervisión del mercado de divisas, reserva internacionales, reservas de oro y otros activos del Estado.
- Establecimiento de la Convertibilidad del renminbi (política de tasa de cambio).

Política de inversión 2009
El 23 de marzo de 2009, el vicegobernador del banco central de China, Hu Xiaolian declaró: "China va a seguir invirtiendo en bonos del gobierno de los EE. UU., prestando especial atención a posibles fluctuaciones en el valor de los activos .... La inversión en bonos del Tesoro de EE. UU. es un componente importante de las inversiones en el extranjero de China.